# شهرستان مولچانوفسکی
شهرستان مولچانوفسکی (به لاتین: Molchanovsky District) یک شهرستان در روسیه است که در استان تومسک واقع شده‌است.